# Kamień (Chełm)
Pour les articles homonymes, voir Kamień.
Kamień (prononciation : [ˈkamjɛɲ]) est un village polonais de la gmina de Kamień dans le powiat de Chełm de la voïvodie de Lublin dans l'est de la Pologne, à la frontière avec l'Ukraine.
Le village est le siège administratif (chef-lieu) de la gmina appelée gmina de Kamień.
Il se situe à environ 10 kilomètres au sud-est de Chełm (siège du powiat) et 73 kilomètres à l'est de Lublin (capitale de la voïvodie).
Le village comptait approximativement une population de 677 habitants  en 2007.

## Histoire
De 1975 à 1998, le village est attaché administrativement à la voïvodie de Chełm. Depuis 1999, il fait partie de la voïvodie de Lublin.